# Мур, Джессика (баскетболистка)
Джессика Алисия Мур (англ. Jessica Alicia Moore; род. 9 июля 1982 года в Фэрбанксе, Аляска, США) — американская профессиональная баскетболистка, выступавшая в женской национальной баскетбольной ассоциации. Была выбрана на драфте ВНБА 2005 года во втором раунде под двадцать четвёртым номером командой «Шарлотт Стинг». Играла в амплуа тяжёлого форварда и центровой.

## Ранние годы
Джессика Мур родилась 9 июля 1982 года в городе Фэрбанкс (штат Аляска), училась немного южнее, в городе Палмер, в средней школе Колони, в которой выступала за местную баскетбольную команду.